# Lighters Up
Lighters Up è un singolo del rapper statunitense Snoop Lion, il terzo estratto dall'undicesimo album in studio Reincarnated e pubblicato il 18 dicembre 2012.
Il singolo ha visto la partecipazione dei cantanti giamaicani Mavado e Popcaan.

## Tracce
Download digitale, CD promozionale (Paesi Bassi)
1. Lighters Up (featuring Mavado & Popcaan) – 3:46

12" promozionale (Stati Uniti)
- Lato A

1. Lighters Up (Main Version) – 3:46

- Lato B

1. Lighters Up (Instrumental Version) – 3:46